# Appuntamento a Miami
Appuntamento a Miami (Moon Over Miami) è un film del 1941 diretto da Walter Lang.
Interpretato da Betty Grable e Carole Landis, il film è in qualche modo una nuova versione di The Greeks Had a Word for Them, storia che verrà poi portata sullo schermo nel 1953 in Come sposare un milionario, con le tre ragazze che affittano un lussuoso appartamento di Park Avenue per cercarsi un marito.

## Trama
Due belle sorelle vengono in possesso di una piccola eredità di 4.500 dollari che decidono di reinvestire per trovare un marito ricco. Insieme alla zia, affittano un bell'appartamento e si mettono in caccia. Barbara recita la parte della segretaria di Kay e Susan della sua cameriera, quindi le tre donne cominciano a frequentare il Flamingo Hotel di Miami Beach, dove conoscono Jack O'Hara, che s'innamora di Susan.

## Altre versioni
- The Greeks Had a Word for Them di Lowell Sherman con Joan Blondell, David Manners, Madge Evans, Ina Claire (1932)
- Three Blind Mice di William A. Seiter (1938)
- Come sposare un milionario (How to Marry a Millionaire) di Jean Negulesco, con Lauren Bacall, Betty Grable e Marilyn Monroe (1953)

## Produzione
Il film fu prodotto dalla Twentieth Century Fox Film Corporation.

## Distribuzione
Distribuito dalla Twentieth Century Fox Film Corporation, il film uscì nelle sale cinematografiche statunitensi il 4 luglio 1941.
Il VHS in NTSC del film fu distribuito dalla 20th Century Fox il 1º gennaio 1998.